# Borgen (série de televisão)
Borgen (AFI: /ˈb̥ɒːˀʊ̯ən/) é uma série televisiva dinamarquesa de ficção, do género drama político, criada por Adam Price e transmitida originalmente pela DR1, entre 26 de setembro de 2010 e 3 de abril de 2022, totalizando 4 temporadas de 38 episódios no total.
A história narra os jogos de interesse que se desenvolvem na política dinamarquesa, através da personagem Birgitte Nyborg, uma líder partidária que se converte na primeira mulher a alcançar o cargo de primeiro-ministro da Dinamarca. "Borgen" (lit.: o castelo) é o termo coloquial utilizado para se referir ao Palácio de Christiansborg, onde estão sediados os três ramos do governo dinamarquês: o Parlamento (legislativo), o Gabinete do Primeiro-Ministro (executivo) e o Supremo Tribunal (judicial).
Em Portugal, as três temporadas da série foram exibidas pela primeira vez na RTP2, entre 5 de janeiro e 13 de fevereiro de 2015, com a transmissão diária de um episódio, em horário nobre. Apesar dos elogios na imprensa portuguesa, a série teve apenas uma média diária de 70 a 75 mil espectadores, no referido período. Mais tarde, passou a ser exibida na SIC Radical desde 1 de julho de 2019. No Brasil, as três temporadas da série foram exibidas na Globosat HD e no Sundance Channel.

## Sinopse
Birgitte Nyborg, a líder do partido centrista Os Moderados (De Moderate), é uma política de personalidade forte que, contra todas probabilidades, se torna a primeira mulher do governo executivo da Dinamarca. Como primeira-ministra, Birgitte Nyborg defronta-se logo com uma questão: até onde se pode ir para manter o poder? Ao longo dos episódios, ela vai percebendo que conciliar a vida pessoal e a vida profissional, bem como os seus ideais e os sacrifícios políticos necessários, não é fácil, especialmente quando se é chefe do governo executivo. Paralelamente, explora-se a relação entre os meios de comunicação social e o poder político, que se condicionam mutuamente.

## Elenco
| Ator                                     | Personagem              | Papel desenvolvido |
| ---------------------------------------- | ----------------------- | --- |
| Sidse Babett Knudsen                     | Birgitte Nyborg         | Líder d'Os Moderados (temporadas 1 e 2) Primeira-ministra (temporadas 1 e 2) Líder dos Novos Democratas (temporada 3) |
| Família Nyborg-Christensen               |                         | |
| Mikael Birkkjær                          | Phillip Christensen     | Marido de Birgitte Nyborg (temporada 1) Ex-marido de Birgitte Nyborg (temporadas 2 e 3)                               |
| Freja Riemann                            | Laura Christensen       | Filha de Birgitte Nyborg-Christensen e Phillip Christensen                                                            |
| Emil Poulsen                             | Magnus Christensen      | Filho de Birgitte Nyborg-Christensen e Phillip Christensen                                                            |
| Comitiva profissional de Birgitte Nyborg |                         | |
| Pilou Asbæk                              | Kasper Juul             | Assessor de imprensa (spin doctor) de Birgitte Nyborg (temporadas 1 e 2) Jornalista (temporada 3)                     |
| Morten Kirkskov                          | Niels Erik Lund         | Secretário permanente da primeira-ministra                                                                            |
| Iben Dorner                              | Sanne                   | Assistente pessoal da primeira-ministra                                                                               |
| Hanne Hedelund                           | Jytte                   | Secretária da primeira-ministra (temporada 2)                                                                         |
| Equipa do Canal TV1                      |                         | |
| Birgitte Hjort Sørensen                  | Katrine Fønsmark        | Jornalista da TV1/Ekspress (temporadas 1 e 2) Gestora de campanha (temporada 3)                                       |
| Benedikte Hansen                         | Hanne Holm              | Jornalista da TV1 (temporadas 1 e 3) Jornalista do Ekspres (temporada 2)                                              |
| Søren Malling                            | Torben Friis            | Editor de notícias da TV1                                                                                             |
| Lisbeth Wulff                            | Pia Munk                | Editora da TV1 |
| Thomas Levin                             | Ulrik Mørch             | Pivô do telejornal da TV1                                                                                             |
| Christian Tafdrup                        | Alexander 'Alex' Hjort  | Diretor de programas da TV1                                                                                           |
| Anders Juul                              | Simon Bech              | Pivô do telejornal da TV1                                                                                             |
| Governo de Nyborg                        |                         | |
| Lars Knutzon                             | Bent Sejrø              | Ministro das Finanças (temporada 1) Assessor de Birgitte (temporadas 2 e 3)                                           |
| Dar Salim                                | Amir Diwan              | Líder do partido Os Verdes, ministro de Energia e Clima                                                               |
| Stine Stengade                           | Henriette Klitgaard     | Ministra dos Negócios (Os Moderados)                                                                                  |
| Jens Jacob Tychsen                       | Jacob Kruse             | Ministro dos Assuntos Europeus (Os Moderados), depois comissário europeu e, por fim, líder do partido Os Moderados    |
| Novos Democratas                         |                         | |
| Kristian Halken                          | Erik Hoffmann           | Anteriormente vice-presidente do partido Nova Direita                                                                 |
| Julie Agnete Vang Christensen            | Nete Buch               | Anteriormente parlamentar do partido Os Moderados                                                                     |
| Jens Albinus                             | Jon Berthelsen          | Anteriormente parlamentar do partido Os Moderados                                                                     |
| Lars Mikkelsen                           | Søren Ravn              | Consultor económico dos Novos Democratas                                                                              |
| Partido Trabalhista                      |                         | |
| Peter Mygind                             | Michael Laugesen        | Líder dos Trabalhistas — Editor do jornal Ekspres                                                                     |
| Flemming Sørensen                        | Bjørn Marrot            | Ministro dos Negócios Estrangeiros, líder dos Trabalhistas (substituindo Laugesen)                                    |
| Lars Brygmann                            | Troels Höxenhaven       | Ministro da Justiça e líder dos Trabalhistas                                                                          |
| Bjarne Henriksen                         | Hans Christian Thorsen  | Ministro da Defesa (Trabalhista)                                                                                      |
| Petrine Ager                             | Pernille Madsen         | Vice-presidente dos Trabalhistas Ministra da Igualdade (temporada 1) Ministra das Finanças (temporada 1 e 2)          |
| Líderes partidários                      |                         | |
| Søren Spanning                           | Lars Hesselboe          | Líder do partido Liberal Primeiro-ministro (temporadas 1 e 3)                                                         |
| Ole Thestrup                             | Svend Åge Saltum        | Líder do partido Liberdade                                                                                            |
| Marie Askehave                           | Benedikte Nedergaard    | Membro do partido Liberdade                                                                                           |
| Jannie Faurschou                         | Yvonne Kjær             | Líder do partido Nova Direita                                                                                         |
| Signe Egholm Olsen                       | Anne Sophie Lindenkrone | Líder do partido Solidariedade                                                                                        |
| Membros do Parlamento                    |                         | |
| Fadime Turan                             | Aicha Nagrawi           | Pelo partido Solidariedade                                                                                            |
| Claus Bue                                | Parly Petersen          | Pelo partido Trabalhista                                                                                              |
| Mette Kolding                            | Inger Hansen            | Pelo partido Liberal                                                                                                  |
| Laura Allen Müller                       | Nadia Barazani          | Pelo partido Novos Democratas                                                                                         |
| Outras personagens                       |                         | |
| Alastair Mackenzie                       | Jeremy Welsh            | Namorado de Birgitte Nyborg (temporada 3)                                                                             |
| Claus Riis Østergaard                    | Ole Dahl                | Assessor de imprensa de Hasselboe                                                                                     |
| Mille Dinesen                            | Cecelie Toft            | Namorada de Phillip Christensen — pediatra (temporada 2)                                                              |